# YOKOHAMAベイサイドスタジオ
YOKOHAMAベイサイドスタジオ（ヨコハマ・ベイサイド・スタジオ）は、1987年～1990年にテレビ神奈川で放送されていた情報番組である。

## 概要
TVKのプロ野球中継の番組名が「YOKOHAMAベイサイドナイター」に改題された1987年に放送開始。プロ野球中継の延長対応（20：55-21：50。のちに21：25-に短縮）の補完番組として用意されており、当初は完全中継化にあわせ、試合が延びた場合は以降の番組を繰り下げて、時間短縮して20分間程度放送していたが、1989年からは放送が休止された。また、シーズンオフは通常の情報番組として火曜日、木曜日の20：00-21：30、土曜日（野球中継のある日曜も含む）の21：00-21：50に放送された。また、ナイターのない水曜日は19：30-の放送で一応タイトルも「YOKOHAMAベイサイドスタジオ」だったが、放送内容は映画枠「水曜ビッグスクリーン」だった。
この当時、月曜は数寄屋橋・ソニービルからの「ファンキートマト」が、また金曜は「TVグラフィック42番街」が編成されており、TVKでは水曜以外の平日ゴールデンタイムをすべて生ワイド番組でまとめるという、他にあまり例を見ない編成を組んでいた。
その後1990年のシーズンオフにニュースショーの色彩の濃い、木曜のみOAの「ヒューマンTV・ベイサイドスタジオ」にリニューアルするも、半年で終了した。1991年のシーズン中は、単にニュースとプロ野球速報を伝えるだけの「ベイサイド・ナウ」にダウンサイズされたが、補完番組はその年限りになった。

## 主なコーナー
- きょうのニュース
- プロ野球速報
- パネルクイズホエールズで大当たり
- テレフォンアンケート

## エピソード
- 当時、テレビ朝日「ニュースステーション」が「日本一速いプロ野球速報」を謳っていたが、司会の宮内恒雄は「うちはテレビ朝日さんより速いですから」と口にしていた。
- 一度、テレビ埼玉からヒットナイターをネット受けしていたとき、20時過ぎに試合終了してしまい、20:25でネット受けも終了、急にスタジオにカメラが回ってきたが、司会の宮内と鎗田圭子は西武戦には興味はないのか何も知らず、なんとスタジオで真顔で新聞を読んでいた。
- 木曜に大洋戦が0時過ぎに終了したときもOAがあり、このときは人気番組「ライブトマト」があったため苦情が殺到、「申し訳ありません、ライブトマト以降の番組は130分繰り下げてお送りします。」と平謝りであった。

## 司会・レギュラー出演者・リポーター
- 宮内恒雄
- 鎗田圭子（当時TVKアナウンサー）
- 原良枝（当時TVKアナウンサー）
- 山藤淑子
- 軍司貞則
- 高橋かほる
- 山内智子
- 山﨑やすみ
- 浅井夏海

## コメンテーター
- 内山陸雄

## ディレクター
- 西田俊憲（TVKテレビ）※アクトワン・クリエイションズ側のディレクター名テロップもあり。
- 山田啓司(フリー、木曜日担当)、栗本慎司（火曜日担当、アクトワン・クリエイションズ）（敬称略）※曜日担当ディレクター
- 高瀬、栗田、山根、酒井（敬称略）※アシスタントディレクター

※橋本玲奈、坂本恵美子、小杉佳代   ＊タイムキーパー

## プロデューサー
- 荒木善信（アクトワン・クリエイションズ）※TVKテレビ側のプロデューサーテロップは無し。

## スタジオ
- 第1スタジオ（山下町旧社屋1F）